# Apocryptus buddha
Apocryptus buddha là một loài tò vò trong họ Ichneumonidae.